# 예천 삼강주막
예천 삼강주막(醴泉 三江酒幕)은 대한민국 경상북도 예천군 풍양면에 있는 옛 주막이다. 2005년 11월 20일 경상북도의 민속문화재 제134호로 지정되었다. 2008년 7월 14일 삼강주막 복원 및 주변 정비계획에 따라 기 매입한 필지에 대하여 보호구역을 확대지정하였다.

## 개요
삼강주막은 삼강나루의 나들이객에게 허기를 면하게 해주고 보부상들의 숙식처로, 때론 시인묵객들의 유상처로 이용된 건물이다. 1900년 경에 지은 이 주막은 규모는 작지만 그 기능에 충실한 집약적 평면구성의 특징을 보여주고 있어 건축역사 자료로서 희소가치가 클 뿐만 아니라 옛 시대상을 읽을 수 있는 지역의 역사와 문화적 의의를 간직하고 있다.

## 참고 자료
- 예천 삼강주막 - 국가유산청 국가유산포털